# Тапанта (аул)
Тапанта́ (абаз. Тапантӏа) — аул в Адыге-Хабльском районе Карачаево-Черкесской Республики. 
Входит в состав муниципального образования «Грушкинское сельское поселение».

## География
Аул расположен в юго-западной части западной зоны Адыге-Хабльского района, на левом берегу реки Большой Щеблонок. Находится в 43 км (по дороге) к западу от районного центра — Адыге-Хабль и в 57 км к северо-западу от города Черкесск.
Граничит с землями населённых пунктов: Грушка на севере, Старо-Кувинск на востоке, и с опустевшим хутором Удобно-Покровский Отрадненского района Краснодарского края на юге.
Населённый пункт расположен в предгорной лесостепной зоне республики. Рельеф местности представляет собой в основном холмистую местность с волнистыми равнинами. Средние высоты на территории аула составляют 633 метра над уровнем моря.
Почвенный покров отличается исключительным разнообразием. Развиты черноземы предкавказские и предгорные. В пойме рек пойменные луговые почвы.
Гидрографическая сеть в основном представлена рекой Большой Щеблонок и залегающими близко к поверхности земли грунтовыми водами.
Климат умеренно-тёплый. Среднегодовая температура воздуха положительная и составляет около +9,0°С. Средняя температура июля +20,0°С, средняя температура января –2,0°С. Продолжительность вегетационного периода 210 дней. Среднегодовое количество осадков составляет около 700 мм в год. Основная их часть приходится на период с мая по июль. Зимой и весной часто господствуют восточные и северо-восточные ветры, которые достигают скорости 20-30 м/с.

## История
Населённый пункт был основан в 1921 году переселенцами из аула Эльбурган. Название топонима восходит к одной из двух этнографических групп абазинского народа — Тапанта.
В 1929 году аул включён в состав новообразованного Грушкинского сельсовета.

## Население
| 2002 | 2010 | 2021 |
| ---- | ---- | ---- |
| 386  | ↗506 | ↘406 |

Национальный состав
По данным Всероссийской переписи населения 2010 года:
| Народ   | Численность, чел. | Доля от всего населения, % |
| ------- | ----------------- | -------------------------- |
| абазины | 484               | 95,6 %                     |
| русские | 11                | 2,2 %                      |
| другие  | 11                | 2,2 %                      |
| всего   | 506               | 100 %                      |

По данным Всероссийской переписи населения 2021 года:
| Народ               | Численность, чел. | Доля от всего населения, % |
| ------------------- | ----------------- | -------------------------- |
| абазины             | 373               | 91,87 %                    |
| черкесы             | 21                | 5,17 %                     |
| русские             | 7                 | 1,72 %                     |
| другие / не указано | 5                 | 1,23 %                     |
| всего               | 406               | 100,0 %                    |

## Инфраструктура
- Фельдшерско-акушерский пункт — ул. Ворошилова, 36.
- Сельский Дом Культуры — ул. Ворошилова, 16.

## Улицы
В ауле всего две улицы 

| Будённого |

| Ворошилова |